# HD 7578
HD 7578，又名BD+32 223，SAO 54567、HR 371，是一颗恒星，视星等为6.02，位于銀經128.91，銀緯-29.47，其B1900.0坐标为赤經1h 10m 44.1s，赤緯+32° -29.47′ 14″。